# Esquilin

Schematische Karte der sieben Hügel Roms

Der Esquilin (lateinisch mons Esquilinus, italienisch Colle Esquilino) ist einer der sieben klassischen Hügel Roms, auch bekannt als Esquilinischer Hügel. Der Esquilin gab dem römischen Rione Esquilino seinen Namen, der nach Trastevere die meisten Einwohner der Stadtteile der römischen Altstadt zählt. Auf dem Hügel befindet sich die Basilika Santa Maria Maggiore und weiter südöstlich die Villa Wolkonsky, die Residenz des britischen Botschafters.

## Geographie
Der Esquilin ist eine an seiner höchsten Stelle 65 m messende Erhebung, die sich vom römischen Hauptbahnhof Termini in Richtung Kolosseum zieht. Der Hügel besteht aus drei Einzelerhebungen:
- Cispio – Mons Cespius (Norden)
- Fagutal (Westen)
- Oppio – Mons Oppius (Süden)

Der Fagutal wird häufig als Teil des Oppio angesehen. In der antiken Beschreibung des Fests Septimontium wird zwischen diesen beiden Erhebungen jedoch unterschieden.

## Geschichte
Während der augusteischen Zeit war auf dem Esquilin das Zentrum der Dichter und Epiker angesiedelt. So lebten dort Vergil, Horaz und deren Förderer Gaius Maecenas. In der Kaiserzeit galt der obere Teil des Hügels zudem als bevorzugte Wohngegend, wobei die unteren Bereiche Teil des in Verruf stehenden Subura-Viertels waren.
Über den Esquilin verlief auch der östliche Abschnitt der republikanischen Stadtmauer Roms, der Servianischen Mauer, in der sich dort ein Tor, die Porta Esquilina, befand.
Auf einer der Erhebungen des Esquilin, dem Oppio, befand sich die Residenz des römischen Kaisers Nero, die Domus Aurea. Auf einer weiteren, dem Cispio, befinden sich die Patriarchalbasilika Santa Maria Maggiore und Santa Prassede. San Pietro in Vincoli wurde auf dem Fagutal erbaut.
Als Carinae wird jener Teil des antiken Roms bezeichnet, der die Ausläufer des Hügels Esquilin gegen den Palatin umfasst. Nicht zuletzt durch die Wasserleitungen (Aqua Claudia, Anio novus) war der südliche Teil des Esqilinischen Hügels in der Kaiserzeit der am dichtesten besiedelte Stadtteil Roms. Der Hügel wurde von Kaiser Augustus unter anderem mit Parkanlagen und großartigen Bauten wie einem Portikus geschmückt.

## Archäologische Funde
1506 wurde die Laokoon-Gruppe auf dem Esquilin wiedergefunden. Im Jahre 1781 wurde von Carlo Fea die auf dem Esquilin gefundene Marmorkopie des Diskobolos als eine von dem Bronzeoriginal von Myron stammende identifiziert. Eine 1874 in den kaiserlichen Gärten auf dem Esquilin gefundene Statue einer unbekleideten weiblichen Gestalt wird als „Venus vom Esquilin“ bezeichnet.
Im Jahre 1793 fanden Arbeiter am Fuß des Hügels den Esquilin-Schatz, der sich heute im British Museum befindet.